# Время ночь
«Время ночь» — повесть Людмилы Петрушевской, впервые опубликованная в 1991 году на немецком языке в берлинском издательстве Rowohlt. На русском языке впервые была опубликована в журнале «Новый мир» в 1992 году (№ 2). Одно из самых известных произведений автора. Повесть написана в форме «записок на краю стола», которые принадлежат главной героине.
Петрушевская начала писать «Время ночь» в 1988 году в Стокгольме, куда она приехала на конгресс драматургов, и закончила в 1990 году в Кракове.

## Отзывы
О восприятии повести за рубежом Петрушевская писала: «Мои вещи они воспринимали чисто как русскую экзотику. Ну существуют китайские глазки, монгольский солёный чай с салом, корейская еда собаки, эскимосы вообще живут в снегу, шаманы крутятся и воют. Ну и Петрушевская тоже чего-то поёт. Тяжёлая русская трали-вали житуха, не пугайтесь, это не имеет к вам никакого отношения! Это про исключительно тяжёлую долю русских женщин. На любителя».

#### Критика
В 1992 году «Время ночь» попала в шорт-лист первой негосударственной литературной премии «Русский Букер». Победу присудили Марку Харитонову за роман «Линия судьбы, или Сундучок Милашевича», что вызвало в литературной среде бурное негодование. По мнению критиков, в первый же год существования «Букер» промахнулся, и этот промах положил начало длинной череде спорных решений жюри.
Критик «Знамени» Наталья Иванова назвала текст Петрушевской «публикацией года» и отметила, что за бытовой историей о неустроенной жизни скрывается античная трагедия: «Здесь действуют не люди, а Рок».
В 1993 году Дмитрий Быков назвал повесть Петрушевской «явно провальной, хоть и мощной».
В 2000 году Андрей Немзер назвал произведение «незабываемой повестью».